# Оброшинська сільська рада
Оброшинська сільська рада — орган місцевого самоврядування у Пустомитівському районі Львівської області з адміністративним центром у с. Оброшине.

## Загальні відомості
Історична дата утворення: в 1946 році.

## Населені пункти
Сільраді підпорядковані населені пункти:
- с. Оброшине
- c. Пришляки

## Склад ради
- Сільський голова: Вовчко Орест Осипович
- Секретар сільської ради: Пристайко Марія Тимофіївна
- Загальний склад ради: 24 депутати

### Керівний склад ради
| ПІБ                   | Основні відомості                                                                          | Дата обрання | Дата звільнення |
| --------------------- | ------------------------------------------------------------------------------------------ | ------------ | --------------- |
| Вовчко Орест Осипович | Сільський голова, 1954 року народження, освіта                                             | 26.03.2006   | 31.10.2010      |
| Вовчко Орест Осипович | Сільський голова, 1954 року народження, освіта вища, член політичної партії «Наша Україна» | 31.10.2010   |                 |

Примітка: таблиця складена за даними джерела

### Депутати
Результати місцевих виборів 2010 року за даними ЦВК
| № зп                           | № округу                       | Прізвище, ім'я, по батькові    | Дата визнання обраним          | Відомості про обраного депутата                                                                                |
| Політична партія «За Україну!» | Політична партія «За Україну!» | Політична партія «За Україну!» | Політична партія «За Україну!» | Політична партія «За Україну!»                                                                                 |
| ------------------------------ | ------------------------------ | ------------------------------ | ------------------------------ | --- |
| 1                              | 3                              | Качмар Оксана Йосифівна        | 04.11.2010                     | Освіта вища, позапартійна, Інститут землоробства і тваринництва ЗР УААН, завідувач лабораторії                 |
| 2                              | 5                              | Мороз Надія Василівна          | 04.11.2010                     | Освіта середня спеціальна, позапартійна, пенсіонер                                                             |
| 3                              | 6                              | Сивак Михайло Левкович         | 04.11.2010                     | Освіта вища, позапартійний, пенсіонер                                                                          |
| Самовисування                  |                                |                                |                                | |
| 1                              | 1                              | Пристайко Марія Тимофіївна     | 04.11.2010                     | Освіта середня, позапартійна, Оброшинська сільська рада, секретар                                              |
| 2                              | 2                              | Колотило Роман Ігорович        | 04.11.2010                     | Освіта незакінчена вища, позапартійний, Національний університет «Львівська політехніка», студент              |
| 3                              | 4                              | Ковальчук Дмитро Андрійович    | 04.11.2010                     | Освіта вища, член політичної партії «Наша Україна», Національний університет «Львівська політехніка», аспірант |
| 4                              | 7                              | Юрчишин Орест Миколайович      | 04.11.2010                     | Освіта середня, позапартійний, тимчасово не працює                                                             |
| 5                              | 8                              | Хомин Володимир Михайлович     | 04.11.2010                     | Освіта вища, позапартійний, ТзОВ «Ролесто», менеджер                                                           |
| 6                              | 9                              | Волощук Олександра Петрівна    | 04.11.2010                     | Освіта вища, позапартійна, Інститут землоробства і тваринництва ЗР УААН, провідний науковий співробітник       |
| 7                              | 10                             | Масик Роман Богданович         | 04.11.2010                     | Освіта середня спеціальна, член політичної партії «Наша Україна», приватний підприємець                        |
| 8                              | 11                             | Кензьор Любов Михайлівна       | 04.11.2010                     | Освіта вища, позапартійна, пенсіонер                                                                           |
| 9                              | 12                             | Козак Ігор Іванович            | 04.11.2010                     | Освіта вища, позапартійний, Держенергонагляд, водій                                                            |
| 10                             | 13                             | Волосецький Ігор Євстахійович  | 04.11.2010                     | Освіта вища, позапартійний, ОСББ «Квартал на Головацького», інженер                                            |
| 11                             | 14                             | Щербатий Богдан Петрович       | 04.11.2010                     | Освіта вища, член Народної партії, Лапаївське лісництво, лісничий                                              |
| 12                             | 15                             | Штеюк Віталій Романович        | 04.11.2010                     | Освіта середня спеціальна, член політичної партії «Наша Україна», ТзОВ «Гланс», майстер                        |
| 13                             | 16                             | Загорець Юрій Максимович       | 04.11.2010                     | Освіта середня спеціальна, позапартійний, приватний підприємець                                                |
| 14                             | 17                             | Бедрило Микола Миколайович     | 04.11.2010                     | Освіта середня спеціальна, член політичної партії «Наша Україна», Львівський аеропорт, робітник                |
| 15                             | 18                             | Дяченко Олександр Борисович    | 04.11.2010                     | Освіта вища, позапартійний, Інститут землоробства і тваринництва ЗР УААН, науковий співробітник                |
| 16                             | 19                             | Сіменуха Ігор Богданович       | 04.11.2010                     | Освіта вища, позапартійний, ПрАТСК «Граве Україна», директор                                                   |
| 17                             | 20                             | Федак Василь Іванович          | 04.11.2010                     | Освіта середня, позапартійний, тимчасово не працює                                                             |
| 18                             | 21                             | Барабах Олег Романович         | 04.11.2010                     | Освіта середня спеціальна, член політичної партії «Наша Україна», Музична школа, викладач                      |
| 19                             | 22                             | Кондрашов Юрій Вікторович      | 04.11.2010                     | Освіта вища, позапартійний, Торговий зал, адміністратор                                                        |
| 20                             | 23                             | Крупей Наталія Миронівна       | 04.11.2010                     | Освіта середня спеціальна, позапартійна, тимчасово не працює                                                   |
| 21                             | 24                             | Федечко Михайло Михайлович     | 04.11.2010                     | Освіта середня, член політичної партії «Наша Україна», приватний підприємець                                   |